# Jakin
Jakin je priimek v Sloveniji, ki ga je po podatkih Statističnega urada Republike Slovenije na dan 1. januarja 2010 uporabljalo 108 oseb.

## Znani nosilci priimka
- Alan Jakin (1952–2018), kitarist
- Boco Jakin (*1972), grindcore performer
- Radoslav Jakin (1924—2009), generalmajor JLA
- Stojan Jakin (*1954), župan Vrhnike